# Janet O'Sullivan
Janet O'Sullivan es una activista a favor del derecho a decidir en Irlanda. Ha sido portavoz de la Campaña en favor del Derecho al Aborto. Publica tanto con la versión irlandesa de su nombre, Janet Ní Shuilleabháin, como con la versión inglesa Janet O'Sullivan.
En 2016, la BBC la incluyó en la lista de 100 mujeres como "mujeres inspiradoras e influyentes para 2016".

## Campaña
O'Sullivan ha trabajado a favor del derecho a decidir desde principios de la década de 1990, cuando el Caso X fue noticia, y ella misma abortó unos años más tarde. Como portavoz de la Campaña por el Derecho al Aborto, ha escrito frecuentemente en periódicos nacionales y ha aparecido en radio y televisión sobre el debate sobre el aborto en Irlanda.
O'Sullivan también es un activista de Bi-Visibilidad y ha hecho campaña a favor del matrimonio igualitario.

### Referéndum sobre la Octava Enmienda
O'Sullivan estaba a favor de la derogación de la Octava Enmienda y ha trabajado para lograr el objetivo de derogar la enmienda e introducir legislación tanto en Irlanda como en Irlanda del Norte que garantice que las mujeres tengan derecho a elegir. El 3 de abril de 2018 se registró como tercera parte en SIPO, el organismo de control de ética del gobierno irlandés. Ella fue la única persona individual que se registró como tercera parte interesada.

## Reconocimientos
En 2016, la BBC la incluyó en la lista de 100 mujeres “inspiradoras e influyentes para 2016".